# Kanton Ahun
Kanton Ahun (francouzsky Canton d'Ahun) je francouzský kanton v departementu Creuse v regionu Limousin. Tvoří ho 11 obcí.

## Obce kantonu
- Ahun
- Cressat
- Lépinas
- Maisonnisses
- Mazeirat
- Moutier-d'Ahun
- Peyrabout
- Pionnat
- Saint-Hilaire-la-Plaine
- Saint-Yrieix-les-Bois
- Vigeville